# Thornton (Arkansas)
Thornton è una città degli Stati Uniti d'America situata nello Stato dell'Arkansas, nella Contea di Calhoun.